# 萱島神社
萱島神社（かやしまじんじゃ）は、大阪府寝屋川市にある神社である。旧社格は村社。京阪本線萱島駅の高架下にあり、神木の楠が駅のホームを貫いている。

## 祭神
菅原道真公、豊受大神および萱島開拓の祖神を祀る。

## 歴史
一帯は「萱島流作新田」と呼ばれる開拓新田であったが、その鎮守として天明7年（1787年）に萱島開拓の祖神を祀ることとなり、宗源の宣旨により豊受大神・菅原道真が勧請・合祀された。明治時代には村社に列格し、「神名社」という社名であったことが明治12年（1879年）の記録にあるが、明治40年（1907年）に一旦廃社となった。
萱島には樹齢700年と推定される楠があるが、京阪本線の高架・複々線化の予定地内にかかり、伐採されることになった。しかし、市民に親しまれていることから保存を望む声が上がって保存することとなり、ホームと屋根を楠が突き抜ける形で駅が作られた。楠の隣の駅の下の敷地に京阪電鉄が社殿を造営・寄進し、昭和55年（1980年）7月、「萱島神社」として再興された。

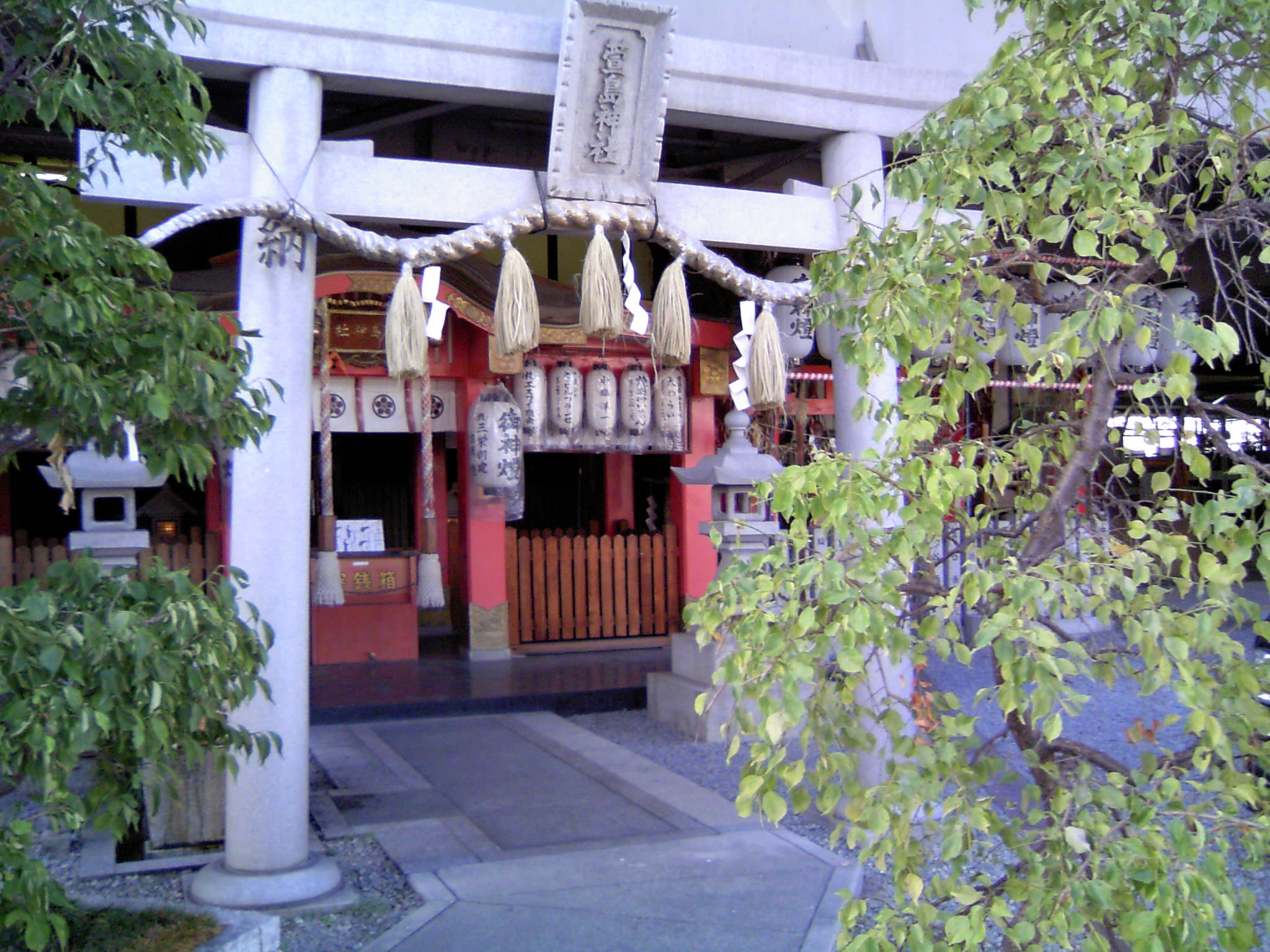
拝殿
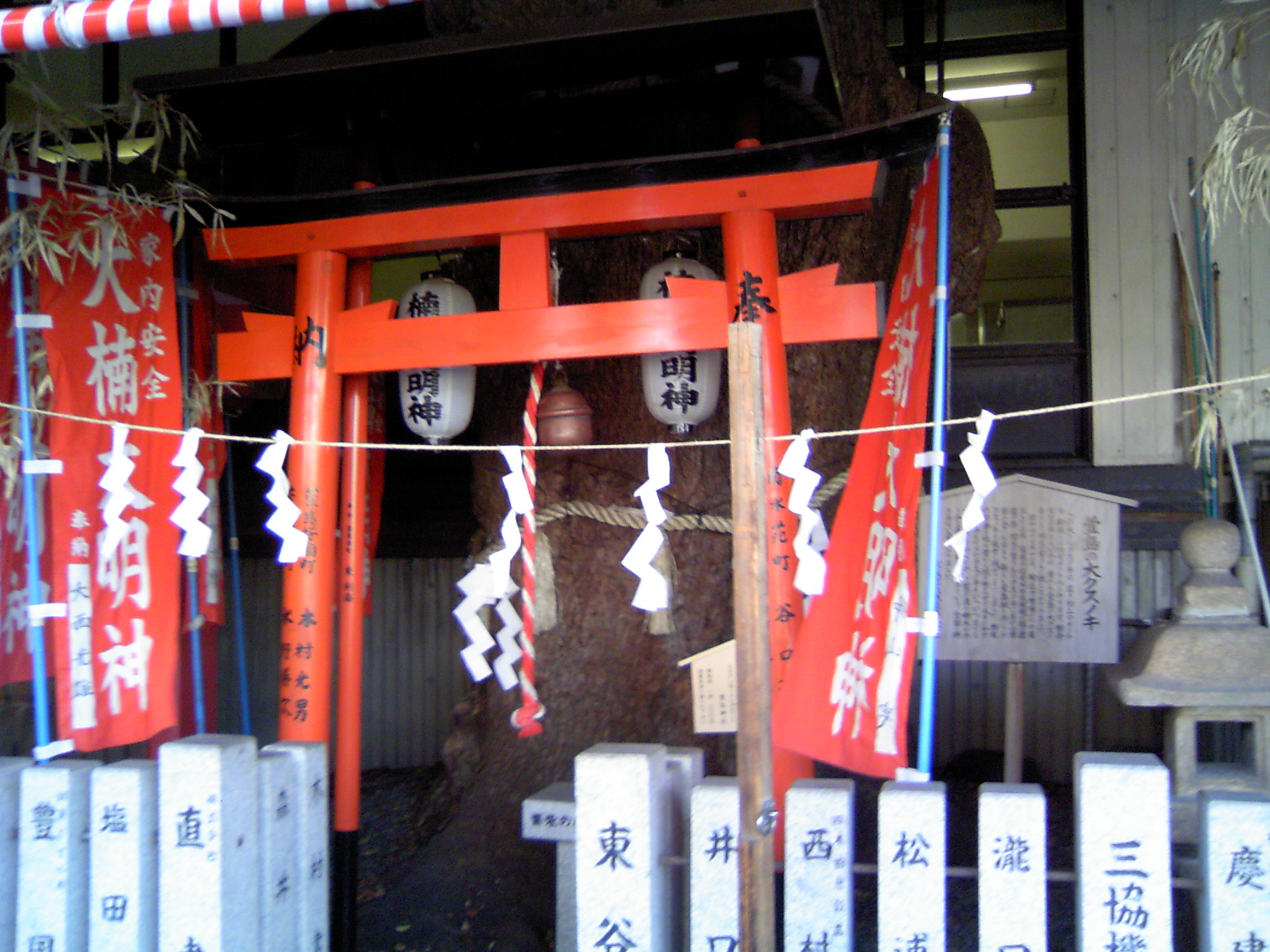
神木の大楠
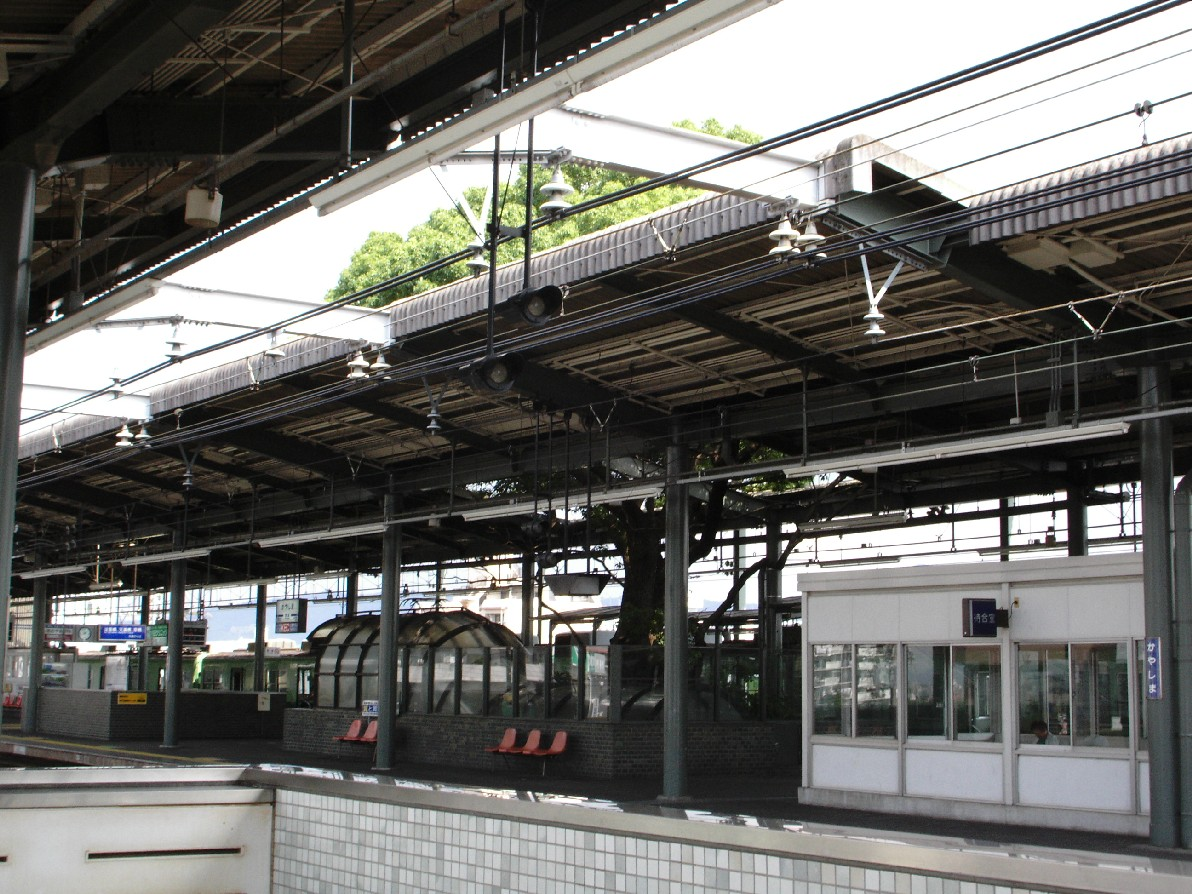
萱島駅ホームを突き抜ける楠